# Chazarowie

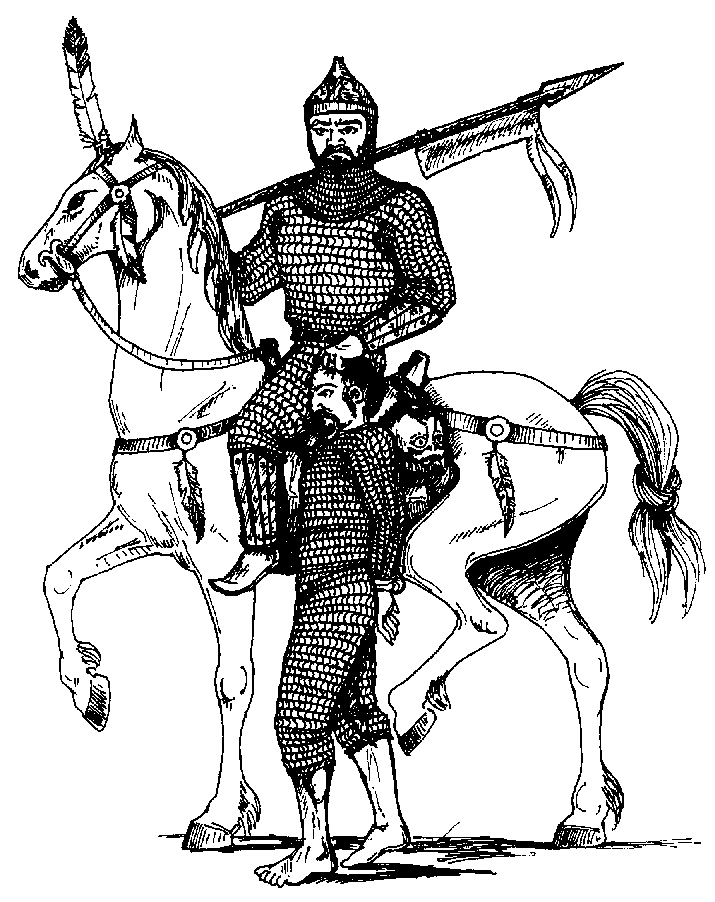
Wojownik chazarski prowadzący jeńca.

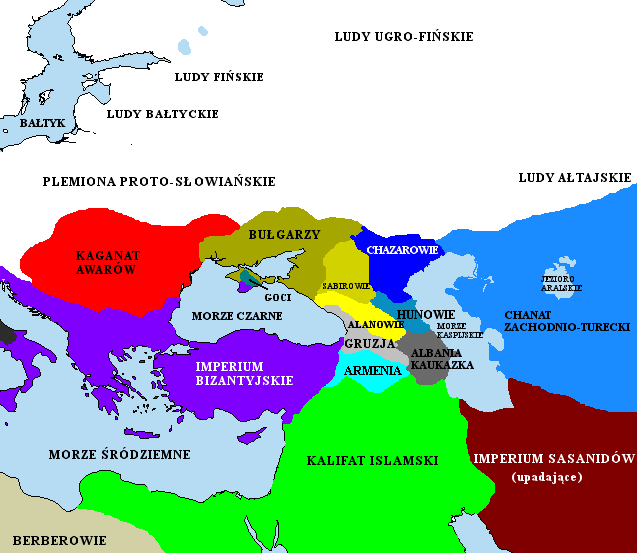
Obszar stepu pontyjskiego ok. 650 roku.

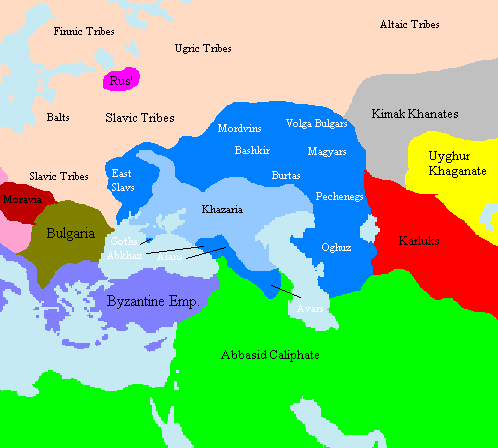
Kaganat (kolor jasnoniebieski) i strefy jego wpływów (kolor niebieski) ok. 820 roku.

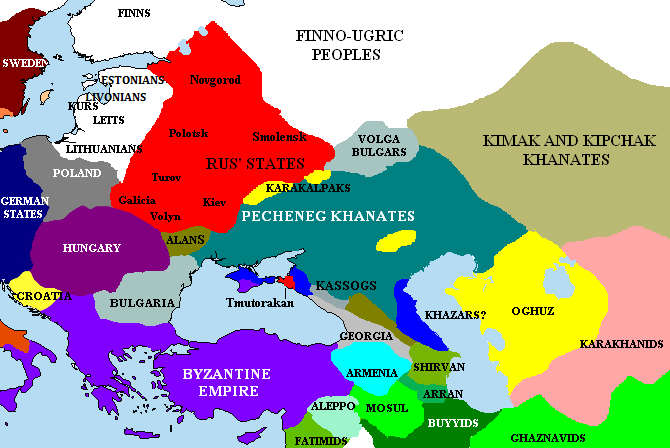
Prawdopodobny rozpad państwa Chazarów (kolor niebieski) ok. 1015 roku.

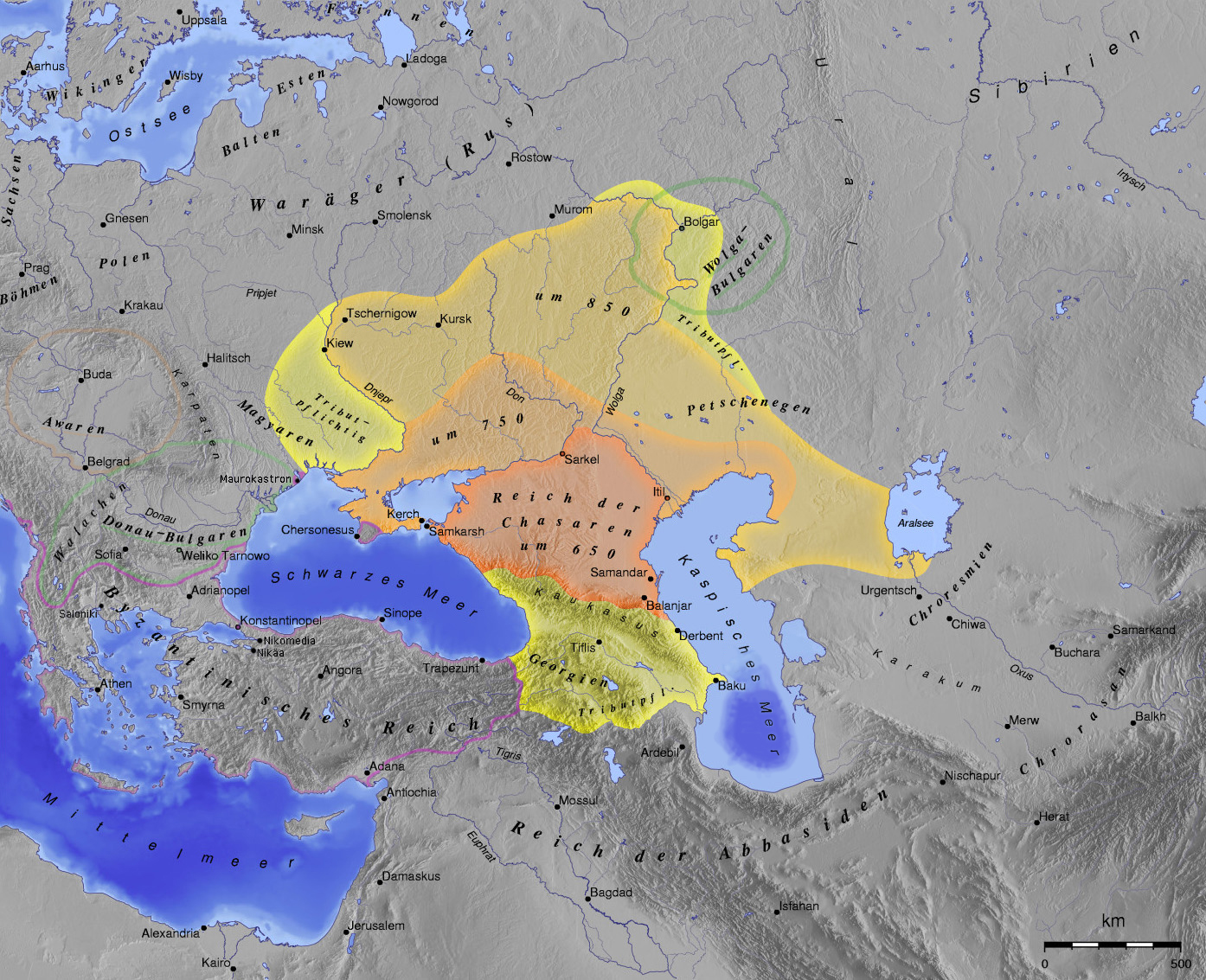
Zasięg kaganatu chazarskiego w latach 650–850.

Chazarowie, Kozarowie (tur. Hazarlar) – lud koczowniczy pochodzenia tureckiego, o którym pierwsze wzmianki pochodzą z VI wieku n.e. Tereny zajmowane przez Chazarów rozciągały się na Stepie Pontyjsko-Kaspijskim między północnym Kaukazem, Krymem, Morzem Kaspijskim a rzeką Jaik i Samarą. Trudnili się głównie pasterstwem i handlem, a bogacili na łupieskich wyprawach. Przez ich ziemie prowadziły największe szlaki handlowe z Chin do Europy (jedwabny szlak, szlak radanitów) oraz szlak północ-południe (od Waregów do Greków).

## Historia
Chazarowie przywędrowali z Azji i w VI wieku zajęli północny Dagestan, który kronikarze nazywali Bersilia. W tym pierwszym okresie wchodzili w skład związku plemiennego Sabirów, w którym z czasem uzyskali dominującą pozycję. W 560 r. popadli w zależność lub weszli w sojusz z kaganatem zachodniotureckim. W latach między 630 a 650 zwyciężyli w wojnie z plemionami protobułgarskimi i zajmując ich tereny, zmusili część z nich ich do ucieczki na północ (Bułgaria Wołżańsko-Kamska), a część na zachód (Bułgaria dunajska). Utworzyli tam własne państwo zwane Kaganatem Chazarskim – konglomerat etniczny (m.in. Alanowie, Goci, Bułgarzy, Madziarowie, Pieczyngowie, Rusowie, Oguzowie), ze stolicą w Semender (około roku 800 przeniesiona do Itil), będące typowym przykładem imperium wojskowo-administracyjnego, nieposiadającego jednolitej gospodarki i opierającym swoje istnienie na przemocy. Wywarli ujemny wpływ na rozwój kultury w Europie Wschodniej. Na czele kaganatu stał kagan, który rządził sprawami państwa i kierował armią. W największym rozkwicie w VIII wieku ziemie kaganatu rozciągały się między Morzem Kaspijskim, Dnieprem i Kamą.
Wokół typowych dla plemion koczowniczych zimowisk szybko zaczęły powstawać osiedla o charakterze miejskim, korzystając z dogodnych warunków, tzn. położenia na szlakach handlowych. Zamieszkane były przez zróżnicowaną etnicznie ludność: kupców i rzemieślników. Od 2 połowy VII wieku nastąpiło odrodzenie się starych miast greckich (dzisiejsze: Kercz, Tmutarakań, Fanagoria), wcześniej zniszczonych przez Hunów. Nastąpił intensywny rozwój rzemiosła w miastach oraz rolnictwa i hodowli na prowincji.
Swoją pierwszą ekspansję skierowali na ziemie Wielkiej Bułgarii, która istniała na stepach azowsko-czarnomorskich. Rozbici Bułgarzy przemieścili się na zachód nad Dunaj. Za Justyniana II włączyli się, jako jego sojusznicy, do walki o władzę w Bizancjum, udzielając mu na Krymie schronienia po wygnaniu z cesarstwa i oddając córkę chazarskiego władcy za żonę.
W 2 połowie VII wieku, na południowych rubieżach kaganatu pojawiły się wojska kalifatu Arabów, którzy po przekroczeniu naturalnej przeszkody – gór Kaukaz, usiłowali podbić państwo chazarskie. Znaczenie chazarskiego państwa dokumentuje sojuszniczy ślub bizantyńskiego cesarza Konstantyna V z księżniczką Tzitzak-Ireną z Chazarów. Owocem tego małżeństwa był kolejny cesarz: Leon IV Chazar. Trwające ponad 100 lat walki arabsko-chazarskie, pomimo militarnego zwycięstwa Arabów (737 r.), zakończyły się ich odwrotem i ustały ostatecznie w 798 roku z powodu problemów wewnętrznych kalifatu. W 772 roku następuje zjednoczenie państwa chazarskiego z alańskim.
Na początku IX wieku procesy centralizacyjne w Chazarii spowodowały wprowadzenie judaizmu jako jednolitej religii dla wszystkich plemion. Przyjęcie nowej wiary przez kagana i stołecznych wielmożów wywołało bunt arystokracji na prowincji, która zjednoczywszy się z muzułmanami i chrześcijanami rozpoczęła wojnę domową. Ogólny zamęt w kraju podsycały lokalne konflikty między zwaśnionymi rodami, a w granice kaganatu wdarły się koczownicze plemiona Madziarów, które dopiero po dwudziestu latach zostały zmuszone do przeniesienia się na zachód przez Pieczyngów przybyłych z okolic Jeziora Aralskiego.
Osłabienie kaganatu z powodu wybuchu wewnętrznych walk na tle religijno-politycznym zbiegło się w czasie z dynamicznym rozwojem Rusi Kijowskiej, która zgłasza pretensje do części ziem chazarskich. Chazarowie w okresie swojej świetności podporządkowali sobie plemiona Słowian wschodnich: Polan naddniestrzańskich, Wiatyczów, Siewierzan, Radymiczów, Krywiczów, którzy płacili im daninę po srebrnej monecie i wiewiórczej skórce od domu. Po kilku wojnach, wygranych przez księcia ruskiego Olega, Radymicze, Krywicze, Siewierzanie zostali podporządkowani Rusi Kijowskiej w 885 roku.
Chazarowie ulegli rozbiciu w 965 roku przez kniazia kijowskiego Światosława. Zburzył on ich główne miasta: Itil i Sarkel. Ostatecznie podbici zostali przez Włodzimierza Wielkiego, który nałożył na nich daninę. Większość Chazarów przeniosła się do księstwa tmutarakańskiego, a po opanowaniu tego księstwa przez Połowców w końcu XI wieku, na Ruś. Kaganat szarpany przez różnych sąsiadów nie odzyskał już dawnej potęgi. Ostatni władca Chazarów znalazł schronienie w Gruzji. Ostatnie wzmianki historyczne pochodzą z XIII wieku z opisu wojsk władcy mongolskiego Batu-chana.

## Religia
Jedną z wyjątkowych cech chazarskiego państwa była jego tolerancja religijna i wielowyznaniowość. Pierwotnie Chazarowie byli wyznawcami animizmu, szamanizmu oraz jedynego Boga (tengri-chana) – religii tureckich nomadów. Pogaństwo, mimo silnych wpływów religii monoteistycznych, utrzymywało się na terenie kaganatu do samego końca jego istnienia. Mozaika etniczna kaganatu i silne wpływy kultur ościennych spowodowały, że Chazarowie byli również wyznawcami islamu i chrześcijaństwa.
Chrześcijaństwo najsilniejsze wpływy miało na terenach kaukaskich i na Krymie. W VII wieku wśród Chazarów i Alanów działalność misyjną prowadził biskup Israel, a potem św. Cyryl (860). W końcu VIII wieku na Krymie wybuchły zamieszki na tle religijnym zwane jako powstanie Joannesa Gockiego, biskupa prowincji, która później stała się eparchią gocką. Chrześcijanie chazarscy mieli siedem diecezji: chocyrską, astilską, chwalijską, onogurską, retegską, huńską i tamatarchijską.
Religia muzułmańska dotarła na ziemie kaganatu w II połowie VII wieku za pośrednictwem Arabów, którzy walczyli z Chazarami. W 737 r. Arabowie rozbili armię chazarską i zmusili kagana do przyjęcia islamu, który jednak nie został religią państwową. Około lat 70. VIII wieku przy nadarzającej się okazji kagan wrócił do starych praktyk religijnych. Do islamu wrócono ok. 868 r., kiedy zagrożony przez Turków kagan zwrócił się o pomoc wojskową do władcy Chorezmu i otrzymał ją pod warunkiem przejścia na islam. Muzułmanie tworzyli siedmiotysięczny oddział gwardii kagana – larisija. Arabscy kronikarze wspominają o licznych w królestwie chazarskim meczetach i o podwójnym królestwie, co mogło znaczyć, że w państwie chazarskim przyjmowano w pewnym czasie islam i na równych prawach jakieś inne wyznanie; tak więc kagan wyznawał wiarę Mahometa, a kagan-beg – judaizm.
Kronikarz al-Masudi podaje, że w latach panowania kalifa Haruna ar-Raszida (786–809) elity chazarskie stały się wyznawcami judaizmu. Według autora Odpowiedzi króla Józefa kagan-begiem, który przeszedł na judaizm był Bulan. Jeden z następców Bulana, Obadjasz narzucił religię żydowską swoim poddanym, a na tereny Chazarii emigrowali Żydzi z Bizancjum i kalifatu. Wyznawcy innych religii zostali uznani za wrogów królestwa. Ustanowienie królestwa izraelskiego w kaganacie chazarskim wzbudziło reakcje ze strony Bizancjum i Kijowa. Po wyprawie Światosława w 965 r. Chazarowie i Żydzi przenieśli się na Krym.

## Udział w etnogenezie Żydów
Istnieją poglądy, iż pozostałością po Chazarach są Karaimi. Pomimo że sami Karaimi uważają się za potomków Chazarów, teza ta (przy założeniu bezpośredniej ciągłości etnicznej) jest uznawana za mało prawdopodobną. Należy tu zauważyć, że Chazarowie wyznawali judaizm rabiniczny, zantagonizowany z judaizmem karaimskim. Możliwe jest natomiast, że Chazarowie mieli częściowy udział w etnogenezie Żydów krymskich (Krymczaków). Należy również wspomnieć o bardzo kontrowersyjnej tezie, iż wszyscy Żydzi aszkenazyjscy (stanowiący znaczną większość wszystkich Żydów na świecie) są potomkami Chazarów, natomiast Żydzi mizrachijscy (i ewentualnie Żydzi sefardyjscy) wywodzą się od prawdziwych starożytnych Izraelitów..

## Inspiracje w literaturze
- Milorad Pavić: Słownik chazarski, Warszawa: Tchu Dom Wydawniczy, 2004 ISBN 83-89782-01-4.
- Marek Halter: Chazarski wiatr, Warszawa: Prószyński i S-ka 2003 ISBN 83-7337-544-9.